# Alcazar, Segovia
Alcázar v Segovii je grad ostrog, ki se nahaja v starem mestu Segovia, Španija. Stoji na skalni pečini nad sotočjem dveh rek v bližini gore Guadarrame in je ena najznačilnejših grajskih palač v Španiji, zaradi svoje oblike - kot premec ladje. Alcázar je bil prvotno zgrajen kot trdnjava, a je služil v nadaljevanju kot kraljeva palača, državni zapor, Kraljeva artilerijska akademija in vojaška akademija. Trenutno se uporablja kot muzej in stavba vojaških arhivov.

## Zgodovina
Alcázar v Segovii je, tako kot veliko utrdb v Španiji, nastal kot arabska utrdba, ki je bila zgrajena na rimski utrdbi, a o tem ostaja le malo ostankov. Prva omemba tega posebnega Alcázarja je bila v letu 1120, približno 32 let po tem, ko se je mesto Segovia vrnilo v krščanske roke (v času, ko je Alfonz VI. Kastiljski ponovno zavzel ozemlja južno od reke Duero do Toleda in naprej). Vendar pa arheološki dokazi kažejo, da je bila na mestu tega Alcázarja že v rimskih časih tudi utrdba.
Shema in oblika Alcázarja ni bila znana vse do vladavine kralja Alfonza VIII. (1155-1214), vendar pa v začetku omenjeni dokumenti kaže  na leseno ograjeno utrdbo. Verjetno je, da je bilo pred vladavino Alfonza VIII. zgrajenih največ lesenih utrdb na starih rimskih temeljih. Alfonz VIII. in njegova žena Eleanor Plantagenet sta imela Alcazar za svoje glavno prebivališče in največ dela je bilo opravljenega pri postavitvi kamnite utrdbe kakor jo vidimo danes.
Alcázar je ves srednji vek ostal eden izmed najljubših rezidenc vladarjev Kraljevine Kastilija in ključna trdnjava v obrambi kraljestva. V tem obdobju je bila zgrajena večina sedanje stavbe in v velikem obsegu razširjena palača pod monarhi dinastije Trastámara.
Leta 1258 je del Alcazarja obnovil kralj Alfonz X. Kastiljski in kmalu po dvorani kraljev, je bila zgrajena hiša parlamenta. Vendar pa je največ prispeval k nadaljnji izgradnji Alcázarja kralj Janez II. Kastiljski, ki je zgradil novi stolp (stolp Janeza II., kot ga poznamo danes).
Leta 1474 je Alcázar igral pomembno vlogo pri vzponu kraljica Izabele I. Kastiljske. Dne 12. decembra so novice smrti kralja Henrika IV. v Madridu dosegle Segovio in Izabela se je takoj zatekla med zidove Alcázarja, kjer je prejela podporo Andresa Cabrera in Segovijskega  sveta. Naslednji dan je bila kronana kot kraljica Kastilije in Leona.
Naslednjo večjo prenovo Alcázarja je vodil kralj Filip II. po svoji poroki z Ano Avstrijsko. Dodal je ostre stolpe pokrite s skrilavcem, ki so odražali podobo gradov srednje Evrope. V letu 1587 je arhitekt Francisco de Morar zaključil glavni vrt.
Kraljevi dvor se je sčasoma preselil v Madrid in Alcázar je služil kot državni zapor skoraj dve stoletji preden je kralj Karel III. ustanovil Kraljevo artilerijsko akademijo leta 1762. Služil je to funkcijo že skoraj sto let, vse do 6. marec 1862, ko ogenj hudo poškodovana strehe zakladnici, hraniti, orožarno, spalne prostore in okvir.
To je bil šele leta 1882, da je bila stavba počasi povrne v prvotno stanje. Leta 1896 je kralj Alfonso XIII odredil Alcazar se predali ministrstvu za vojno kot vojaški šoli.
Kraljevi dvor se je sčasoma preselil v Madrid in Alcázar nato služil kot državni zapor skoraj dve stoletji, preden je leta 1762 kralj Karel III. ustanovil Kraljevo artilerijsko akademijo. To funkcijo je opravljal skoraj sto let, vse do 6. marec 1862, ko ogenj hudo poškodoval streho zakladnice, obrambne stolpe, orožarno, spalne prostore in drugo.
Stavba se je le počasi povrnila v prvotno stanje. Leta 1896 je kralj Alfonz XIII. odredil Alcazar  predati ministrstvu za vojno kot vojaško šolo.

## Notranjost
Glede na Illustrated Magazine of Art (1853) :
Notranjost gradu Segovia je v popolnem skladu z veličastnostjo njegove zunanjosti. Številni apartmaji so okrašeni z nežnimi krogovičji in visečimi ornamenti v slogu Alhambre ali kot so tiste iz Alcazarja v Sevilji, ki so jih izdelali arabski obrtniki med krščansko oblastjo štirinajstega stoletja, ki so v mnogih krajih kralji Kastilije lahko videli, obdane z latinskimi gesli in izvlečki iz Korana.
Prvotna notranjost je bila hudo poškodovana v požaru leta 1862, čeprav je bila še istega leta delno obnovljena.  Danes Alcázar ostaja ena najbolj priljubljenih zgodovinskih krajev v Španiji in je ena od treh glavnih znamenitosti Segovie. Pomembnejše sobe so Dvorana Ajimeces, kjer domuje veliko umetnin, Prestolna dvorana in Dvorana kraljev s frizom, ki predstavlja vse španskih kralje in kraljice, ki se začnejo s Don Pelayom Asturskim do Ivane I. Kastilijske po selitvi v Palacio Real v Madrid.

## V popularni kulturi
Grad je bil inspiracija Waltu Disneyu za Pepelkin grad.